# Melezet
Het Melezet is een skicomplex in Bardonecchia en diende als accommodatie voor het snowboarden tijdens de Olympische Winterspelen 2006 in Turijn, waar het zo'n 90 kilometer van verwijderd is.
Melezet ligt op 1312 meter hoogte en biedt plaats aan 7646 toeschouwers. De accommodatie is verdeeld in een tweetal secties, waarvan één geschikt is voor de reuzenslalom en de andere bestemd is voor de halfpipe. De baan voor de reuzenslalom is een groot gebied waar verschillende moeilijkheidsgraden gekozen kunnen worden. De piste is in zijn geheel van start tot finish voor de toeschouwers te zien. Dat is ook het geval bij de baan voor de halfpipe. Deze is zelfs nieuw aangelegd voor de Winterspelen. De halfpipe is 130 meter lang en beschikt over een machine om sneeuw te produceren.
Buiten het snowboarden kan men hier ook langlaufen en alpineskiën, maar deze faciliteiten werden niet op deze locatie gebruikt tijdens de Winterspelen.